# Thomas Stangassinger
Thomas Stangassinger (n. 15 septembrie 1965, Hallein, Salzburg, Austria) este un schior alpin ce a reprezentat Austria, medaliat olimpic. A participat la 3 ediții ale Jocurilor Olimpice (1992, 1994, 1998) în care a câștigat o medalie de aur.